# HŠK Posušje
O Hrvatski Športski Klub Posušje é um clube de futebol de Posušje, Bósnia e Herzegovina. Foi fundado em 1950 e, de 1994 a 2009, competiu na Premijer Liga. O clube venceu o Campeonato Herceg-Bósnia duas vezes. Atualmente, o time disputa a Primeira Liga - FBiH, equivalente a segunda divisão bósnia. O Posušje manda seus jogos em casas no Estádio Mokri Dolac, que tem capacidade para 8.000 espectadores.

## História
O clube foi fundado em 1950 com o nome de NK Zidar. Por algum tempo foi chamado de NK Mladost. Após a abertura de uma mina de bauxita no município de Posušje, tornou-se patrocinador do clube e o clube desde 1963 se chamou NK Boksit, nome que manteve até a dissolução da Iugoslávia.

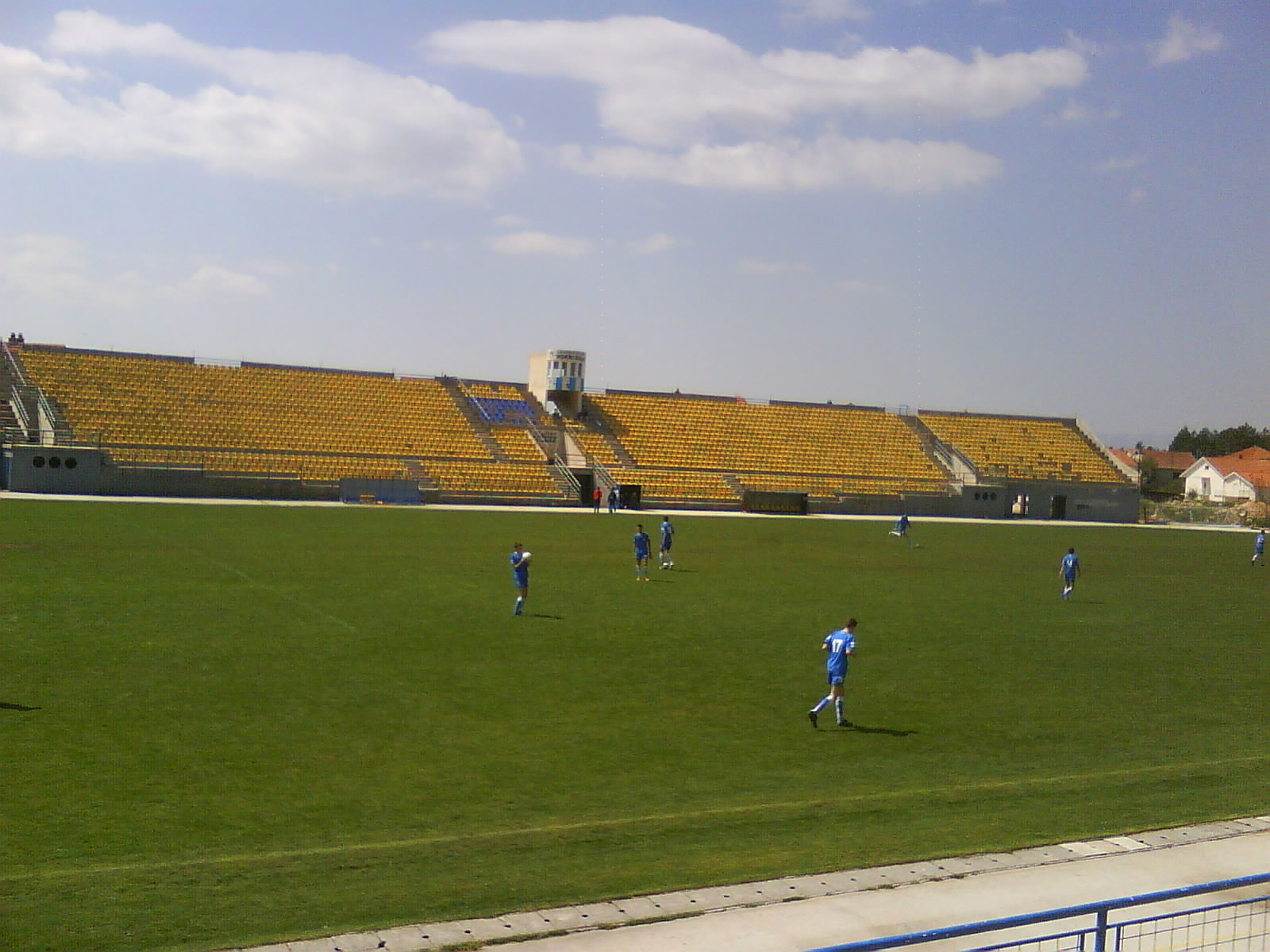
Estádio Mokri Dolac, casa do time.

Com a nova organização do futebol na Bósnia e Herzegovina, o clube muda seu nome para NK Posušje e compete na classificação mais alta da competição Herceg-Bósnia. Na primeira temporada de 1993/94, apenas a parte da primavera foi jogada, enquanto todas as temporadas subsequentes foram jogadas integralmente. O clube não tinha um estádio doméstico durante a guerra, porque servia como base de helicópteros militares, então jogava em casa nos estádios de cidades próximas. No final da guerra, os critérios foram apertados, de modo que o clube disputou jogos em casa nos estádios de Imotski e Grude, enquanto o heliporto foi realocado e o estádio Mokri Dolac foi totalmente reformado. Em 1998, o campo foi reformado e foi construída a arquibancada norte e, um pouco depois, uma grande arquibancada sul e um campo auxiliar. Na temporada 1998/99 o clube conquistou pela primeira vez o Campeonato Herceg-Bósnia. Na temporada de 1999/00, o Posušje vence o Campeonato da Herceg-Bósnia novamente e, assim, celebra o 50º aniversário de sua existência e colocação na recém-criada Premijer Liga que é formada pela unificação da Federação Bósnia de Futebol da Bósnia e Herzegovina e da Federação Croata de Futebol de Herceg-Bosna. O clube sempre lutou pela liderança do campeonato, mas sempre faltou um pouco para ir às competições europeias. Algumas temporadas da Premijer Liga depois, a luta foi reduzida à sobrevivência no campeonato. Após a temporada 2008/09 o clube é rebaixado para a Primeira Liga - FBiH, e depois de algumas rodadas na temporada 2009/10. desiste do resto da competição devido à má situação financeira.
Em 20 de agosto de 2010, a assembleia do clube se reuniu e decidiu que o clube iria começar a competir na Liga Inter-condado HBŽ e ZHŽ sob o novo nome HŠK Posušje. Com o rebaixamento da Premijer Liga, o clube foi reorganizado, a gestão foi alterada e a abordagem completa do clube foi alterada. A equipe é composta por jogadores nacionais e mais atenção está voltada para o trabalho com os jovens. Após longas temporadas em ligas mais inferiores, o Posušje volta a Primeira Liga - FBiH na temporada 20/21 após ser campeão da temporada 19/20 da Segunda Liga - FBiH (sul).

## Equipe Atual
23 de agosto de 2024
Nota: Bandeiras indicam equipe nacional, conforme definido pelas regras de elegibilidade da FIFA. Os jogadores podem ter mais de uma nacionalidade não-FIFA.
| N.º |                      | Posição | Jogador               |
| --- | -------------------- | ------- | --------------------- |
| 1   | Bósnia e Herzegovina | G       | Antonio Soldo         |
| 2   | Argentina            | D       | Franco Abrego         |
| 3   | Croácia              | D       | Ante Bekavac          |
| 5   | Croácia              | D       | Branko Vrgoč          |
| 7   | Croácia              | A       | Leonardo Petrović     |
| 8   | Croácia              | M       | Bruno Jenjić          |
| 9   | Bósnia e Herzegovina | A       | Vinko Rozić           |
| 10  | Croácia              | M       | Karlo Kamenar         |
| 11  | Croácia              | A       | Nikola Mandić         |
| 12  | Bósnia e Herzegovina | G       | Marko Galić (capitão) |
| 15  | Bósnia e Herzegovina | D       | Karlo Stapić          |
| 16  | Croácia              | A       | Branko Ćurdo          |
| 17  | Croácia              | M       | Marko Martinović      |
| 18  | Brasil               | M       | João Erick            |

| N.º |                      | Posição | Jogador               |
| --- | -------------------- | ------- | --------------------- |
| 19  | Bósnia e Herzegovina | D       | Ivan Marić            |
| 20  | Bósnia e Herzegovina | D       | Josip Bešlić          |
| 21  | Argentina            | M       | Genaro Bautista Lelli |
| 22  | Bósnia e Herzegovina | M       | Zvonimir Begić        |
| 27  | Croácia              | M       | Marko Hanuljak        |
| 33  | Croácia              | A       | Dario Pavković        |
| 37  | Bósnia e Herzegovina | D       | Ante Pavković         |
| 47  | Croácia              | M       | Fran Čuljak           |
| 88  | Croácia              | D       | Dominik Mihaljević    |
| 96  | Bósnia e Herzegovina | M       | Rijad Kobiljar        |
| 97  | Bósnia e Herzegovina | M       | Niko Miočić           |
| 99  | Croácia              | A       | Gabrijel Boban        |
|     | Bósnia e Herzegovina | G       | Boris Baćak           |

## Títulos
- Segunda Liga - FBiH (2):  2017/18 (sul), 2019/20 (sul)
- Primeira Liga da Herzeg-Bósnia (2): 1998–99, 1999–2000